# Toxorhina americana
Toxorhina americana är en tvåvingeart som först beskrevs av Alexander 1913.  Toxorhina americana ingår i släktet Toxorhina och familjen småharkrankar. Inga underarter finns listade i Catalogue of Life.